# De Rijpstraat

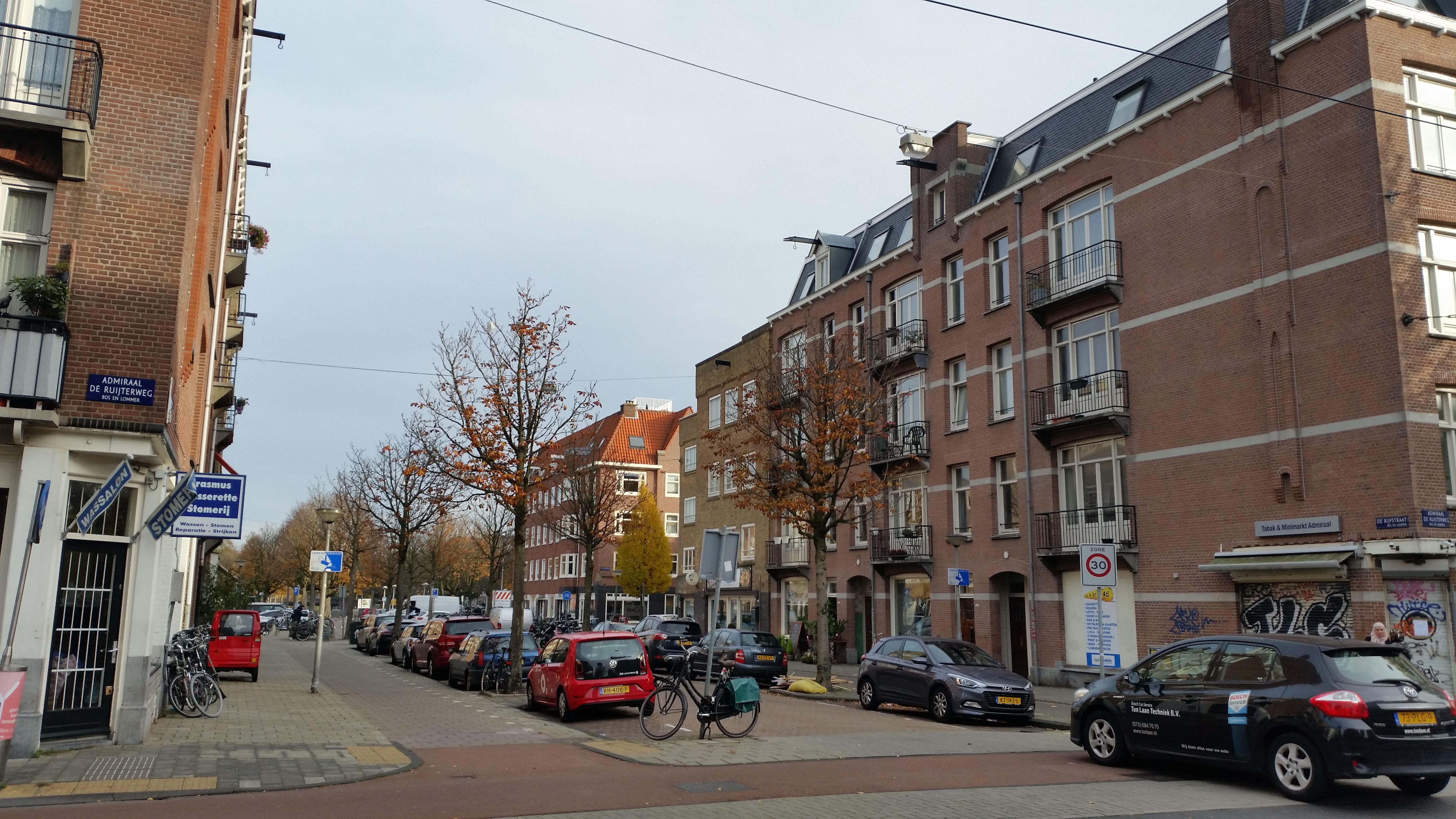
Doorkijk De Rijpstraat met rechts het oudste pand van de straat (november 2018).

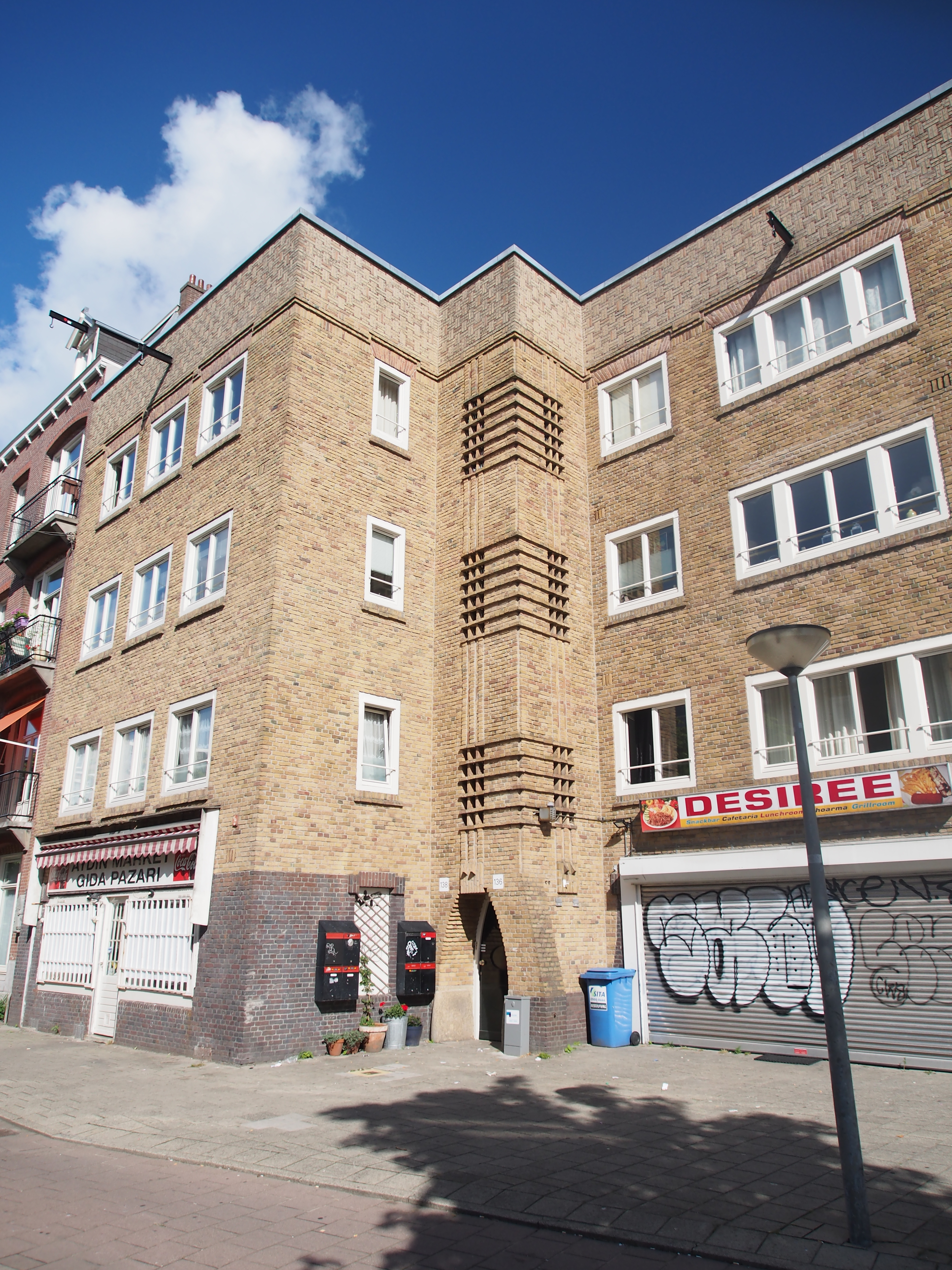
De Rijpstraat 136-138 met bakstenen vlechtwerk (augustus 2017)

De De Rijpstraat is een straat in de Amsterdamse buurt Landlust. De straat is per raadsbesluit van 23 maart 1922 vernoemd naar de ontdekkingsreiziger Jan Corneliszoon Rijp (1570-1630), maar de straat kent de toevoeging "De".

## Ligging en geschiedenis
De straat werd gepland/deels aangelegd in de tijd dat dit gebied nog toebehoorde aan de gemeente Sloten. Die gaf de straat de naam Willem Barentszstraat (besluit 8 maart 1910). Toen Amsterdam de gemeente in 1921 annexeerde moest de straat een nieuwe naam krijgen want Amsterdam had al een Barentszstraat. De straat werd overigens herbepaald in raadsvergaderingen van 27 april 1933 en 20 april 1939 - dat laatste besluit ging over de begrenzing tot aan de Admiraal de Ruijterweg. De straat begint hierdoor aan het einde van De Rijpgracht en loopt vervolgens westwaarts en eindigt bij de Admiraal de Ruijterweg. De straat heeft geen huisnummers lager dan 125. 
Volgens het eerste plan liep de straat vanaf de Willem de Zwijgerlaan tot aan Admiraal de Ruijterweg, zoals te zien is op een stadsplattegrond van Van Holkema & Warendorf uit 1928 (dus al in de Amsterdamse periode). Het oostelijke deel van de straat is uiteindelijk niet aangelegd, hier werd begin jaren dertig de De Rijpgracht gegraven, die een eigen huisnummering kreeg. De lengte van de straat is circa 100 meter. Aan de overzijde van de Admiraal de Ruijterweg gaat de straat verder als Roelantstraat.
Onder de De Rijpstraat loopt een niet zichtbare duiker in de vorm van een stalen buis als verbinding tussen De Rijpgracht en de Erasmusgracht. Oorspronkelijk was voorzien dat de De Rijpgracht en Erasmusgracht met elkaar zouden worden verbonden. Hiertoe zou de zuidelijke gevelwand van de De Rijpstraat gesloopt zou worden om ruimte voor de doorlopende gracht te krijgen. Echter in tijd van woningnood was sloop uit den boze en de gemeente hield het bij een duiker, een brug in de Admiraal de Ruijterweg bleef ook achterwege.

## Gebouwen
De straat bestaat uit louter woon- en winkelpanden. De noordelijke gevelwand van de De Rijpstraat begint met nummer 126, dat bouwtechnisch keurig aansluit op huisnummer 42 van de De Rijpgracht. Na drie huizen kruist de De Rijpstraat de Bestevâerstraat waarvan het de aard en uiterlijk van bebouwing gemeen heeft. Ten westen van de Bestevâerstraat loopt de straat verder met huisnummers 132 tot en met 144. Ook deze panden sluiten qua aard en bouwstijl aan op de panden in de Bestevâerstraat. Voor de zuidelijke gevelwand geldt hetzelfde maar dan met de huisnummers 125 tot en met 131 en nummers 133 tot en met 155. De laaggenummerde bebouwing sluit hier juist niet aan op de bebouwing langs de De Rijpgracht, een gevolg van het niet doortrekken van de De Rijpgracht. De meeste panden dateren van rond 1924, behalve het gebouw De Rijpstraat 143 tot en met 155, dat uit rond 1912 dateert en dus het enige gebouw is uit de tijd van de gemeente Sloten. Drie van de vier huizenblokken op de kruising De Rijpstraat met Bestevâerstraat zijn uitgevoerd in de stijl van de Amsterdamse School naar een ontwerp van Daan Roodenburgh:
- De Rijpstraat 126-130
- De Rijpstraat 132-140
- De Rijpstraat 133-141

Zij vormen qua architectuur een eenheid met spits toelopende portiekopeningen en vlechtwerk van baksteen in de gevels. Het andere blok is ontworpen door Cornelis Kruyswijk. Nabij de Admiraal de Ruijterweg is de stijl meer aangepast aan die weg met ontspanningsbogen en portieken met kleurig tegelwerk. De bebouwing aan de Admiraal de Ruijterweg is hier uit de tijd van de gemeente Sloten.

## Kunst
Aangebrachte versieringen op gevels en portieken waren tot en 2022 de enige kunstuitingen in de De Rijpstraat. In de zomer van dat jaar werd op huisnummer 125 de gevelhoge muurschildering Het toverbos aan De Rijpstraat van Peim van der Sloot gezet.